# Les Mystères de Marseille
Les Mystères de Marseille est un roman d’Émile Zola publié en feuilleton dans le Messager de Provence, avant de paraitre en 1867 chez A. Arnaud à Marseille.
Cette œuvre de jeunesse, rédigée tandis que Zola travaillait sur Thérèse Raquin, est également une œuvre de commande sur laquelle l’auteur a pu faire ses premières armes en prenant la pleine mesure de la somme de travail et de la volonté qu’il devrait investir afin de s’élever à l’effort littéraire nécessaire à la réalisation du cycle des Rougon-Macquart.

## Présentation
Ce roman populaire, aux multiples rebondissements inattendus typiques du genre, révèle déjà le style et le goût de Zola pour la vie haute en couleur, ainsi que son indignation contre l’injustice, et son art de représenter la diversité des couches sociales – riches, clergé, hommes du commun, mais également déviants – ainsi que des évènements – Révolution de 1848, épidémie de choléra. Zola a surajouté à cette toile de fond, l’histoire d’un amour impossible, qui ressemble à l’amour de la liberté.

## Intrigue
Les Mystères de Marseille est l’histoire des amours de « Philippe Cayol, pauvre, sans titre, et républicain pour comble de vulgarité » avec la jeune Blanche de Cazalis, la nièce de « M. de Cazalis, député, millionnaire, maître tout-puissant dans Marseille ». Le frère de Philippe, Marius, qui « avait pris la tâche pénible, dans la famille, laissant son frère obéir à ses instincts ambitieux et passionnés », va s’attacher à protéger les deux amants – et l’enfant auquel a donné naissance Blanche avant d’entrer dans un couvent – de la colère de Cazalis.

## Citation
« Les Mystères de Marseille sont un roman historique contemporain. J'ai pris dans la vie réelle tous les faits qu'ils contiennent ; j'ai choisi çà et là les documents nécessaires, j'ai rassemblé en une seule histoire vingt histoires de forme et de nature différentes, j'ai donné à un personnage les traits de plusieurs individus qu'il m'a été permis de connaître et d'étudier. C'est ainsi que j'ai pu écrire un ouvrage où tout est vrai, où tout a été observé sur nature. »

— Émile Zola, Préface à l'édition de 1884

## Adaptations
Ce roman-feuilleton épique a été mis au théâtre dans une pièce de Marius Roux qui ne tint que le temps de quelques représentations.